# Chris Minard
Pour les articles homonymes, voir Minard.
Chris Minard (né le 18 novembre 1981 à Owen Sound au Canada) est un joueur professionnel canadien de hockey sur glace. Chris est le frère du joueur de hockey de la LNH, Mike Minard. 

## Carrière en club
Il commence sa carrière en 1997 au sein de l'équipe junior de sa ville natale, les Platers d'Owen Sound de la Ligue de hockey de l'Ontario. Au bout de deux saisons et demie, il rejoint les St. Michael's Majors de Toronto avec qui il évolue une saison. Au cours de la saison 2000-01, il signe avec les Generals d'Oshawa.
En 2002-03, il joue dans l'ECHL pour les Ice Pilots de Pensacola. Après quelques saisons dans les ligues mineures, il fait ses débuts dans la Ligue américaine de hockey en 2005-2006 en jouant pour les River Rats d'Albany. La saison suivante, il joue pour la nouvelle franchise des Devils de Lowell. Il est alors le meilleur pointeur et buteur de l'équipe avec 49 points et 32 buts.
Lors de l'intersaison, il signe un contrat de deux ans avec les Penguins de Pittsburgh de la Ligue nationale de hockey mais est affecté aux Penguins de Wilkes-Barre/Scranton. Lors du premier match de la saison 2007-2008, il signe un tour du chapeau contre les Bears de Hershey.

## Trophées et honneurs personnels
- 2009 : sélectionné pour le Match des étoiles de la Ligue américaine de hockey avec l'équipe Canada (titulaire)[4].

## Statistiques
| Saison    | Équipe                          | Ligue |    | Saison régulière | Saison régulière | Saison régulière | Saison régulière | Saison régulière |    | Séries éliminatoires | Séries éliminatoires | Séries éliminatoires | Séries éliminatoires | Séries éliminatoires |
| Saison    | Équipe                          | Ligue | PJ | B                | A                | Pts              | Pun              | PJ               | B  | A                    | Pts                  | Pun                  |                      |                      |
| 1997-1998 | Platers d'Owen Sound            | LHO   | 9  | 0                | 1                | 1                | 0                | 1                | 0  | 0                    | 0                    | 2                    |                      |                      |
| 1998-1999 | Platers d'Owen Sound            | LHO   | 43 | 6                | 9                | 15               | 18               | -                | -  | -                    | -                    | -                    |                      |                      |
| 1999-2000 | Platers d'Owen Sound            | LHO   | 38 | 12               | 14               | 26               | 39               | -                | -  | -                    | -                    | -                    |                      |                      |
| 1999-2000 | St. Michael's Majors de Toronto | LHO   | 28 | 5                | 14               | 19               | 6                | -                | -  | -                    | -                    | -                    |                      |                      |
| 2000-2001 | St. Michael's Majors de Toronto | LHO   | 40 | 11               | 8                | 19               | 28               | -                | -  | -                    | -                    | -                    |                      |                      |
| 2000-2001 | Generals d'Oshawa               | LHO   | 28 | 12               | 12               | 24               | 18               | -                | -  | -                    | -                    | -                    |                      |                      |
| 2001-2002 | Generals d'Oshawa               | LHO   | 67 | 36               | 35               | 71               | 20               | 5                | 2  | 3                    | 5                    | 6                    |                      |                      |
| 2002-2003 | Ice Pilots de Pensacola         | ECHL  | 72 | 15               | 17               | 32               | 71               | 4                | 0  | 0                    | 0                    | 6                    |                      |                      |
| 2003-2004 | Saints de San Angelo            | LCH   | 64 | 39               | 36               | 75               | 51               | 5                | 1  | 1                    | 2                    | 2                    |                      |                      |
| 2004-2005 | Aces de l'Alaska                | ECHL  | 69 | 49               | 29               | 78               | 54               | 15               | 4  | 4                    | 8                    | 12                   |                      |                      |
| 2004-2005 | Admirals de Milwaukee           | LAH   | 1  | 0                | 0                | 0                | 0                | -                | -  | -                    | -                    | -                    |                      |                      |
| 2005-2006 | Aces de l'Alaska                | ECHL  | 33 | 26               | 16               | 42               | 38               | 22               | 14 | 5                    | 19                   | 54                   |                      |                      |
| 2005-2006 | River Rats d'Albany             | LAH   | 37 | 7                | 12               | 19               | 26               | -                | -  | -                    | -                    | -                    |                      |                      |
| 2006-2007 | Devils de Lowell                | LAH   | 65 | 32               | 17               | 49               | 30               | -                | -  | -                    | -                    | -                    |                      |                      |
| 2007-2008 | Penguins de WBS                 | LAH   | 56 | 25               | 17               | 42               | 33               | 23               | 11 | 6                    | 17                   | 10                   |                      |                      |
| 2007-2008 | Penguins de Pittsburgh          | LNH   | 15 | 1                | 1                | 2                | 10               | -                | -  | -                    | -                    | -                    |                      |                      |
| 2008-2009 | Penguins de Pittsburgh          | LNH   | 20 | 1                | 2                | 3                | 4                | -                | -  | -                    | -                    | -                    |                      |                      |
| 2008-2009 | Penguins de WBS                 | LAH   | 54 | 34               | 23               | 57               | 38               | 12               | 6  | 3                    | 9                    | 12                   |                      |                      |
| 2009-2010 | Falcons de Springfield          | LAH   | 40 | 22               | 16               | 38               | 18               | -                | -  | -                    | -                    | -                    |                      |                      |
| 2009-2010 | Oilers d'Edmonton               | LNH   | 5  | 0                | 1                | 1                | 0                | -                | -  | -                    | -                    | -                    |                      |                      |
| 2010-2011 | Griffins de Grand Rapids        | LAH   | 79 | 18               | 17               | 35               | 45               | -                | -  | -                    | -                    | -                    |                      |                      |
| 2011-2012 | Griffins de Grand Rapids        | LAH   | 39 | 21               | 11               | 32               | 25               | -                | -  | -                    | -                    | -                    |                      |                      |
| 2012-2013 | Kölner Haie                     | DEL   | 52 | 23               | 15               | 38               | 32               | 12               | 3  | 1                    | 4                    | 18                   |                      |                      |
| 2013-2014 | Kölner Haie                     | DEL   | 52 | 18               | 15               | 33               | 93               | 17               | 8  | 2                    | 10                   | 8                    |                      |                      |
| 2014-2015 | Kölner Haie                     | DEL   | 45 | 12               | 11               | 23               | 55               | -                | -  | -                    | -                    | -                    |                      |                      |
| 2015-2016 | Düsseldorfer EG                 | DEL   | 52 | 12               | 4                | 16               | 54               | 5                | 0  | 2                    | 2                    | 0                    |                      |                      |
| 2016-2017 | Düsseldorfer EG                 | DEL   | 49 | 4                | 5                | 9                | 32               | -                | -  | -                    | -                    | -                    |                      |                      |
| 2017-2018 | Saugeen Shores Winterhawks      | WOAA  | 13 | 10               | 12               | 22               | 6                | 4                | 0  | 4                    | 4                    | 18                   |                      |                      |